# 張我華

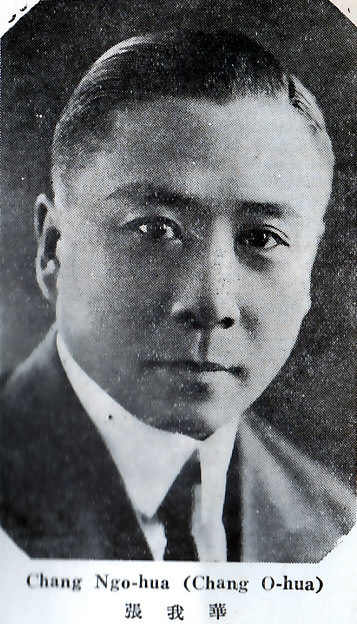
張我華

張我華（1886年—1938年11月26日）安徽省鳳陽府鳳陽县人，中華民国政治家。

## 生平
張我華早年赴日本留学，毕业于明治大学法科。留学期间，加入中国同盟会。归国後，历任吉林法政学校教員、上海《神州日報》記者。
1913年（民国2年），当选中华民国第一届国会参議院議員。是年二次革命之際，以嫌疑在北京被捕，押往天津，1914年4月才释放。1917年（民国6年）護法運動中，張我華参加孫文（孫中山）的護法軍政府，担任大元帥府諮議。1918年2月，任大元帥府参議。1924年（民国13年），任参議院秘書長。翌年，出任全国烟酒事務署署長。
1928年（民国17年），参加南京国民政府，任外交部条約委員会委員。翌年10月，升任外交部常務次長。1930年（民国19年）4月，调任内政部常務次長，兼任外交部条約委員会副会長。同年12月，暫時代理内政部部長。1932年（民国21年），辞去各職，迁居安徽省宣城。
抗日战争爆发後，張我華组织抗敌後援会。1938年（民国27年）11月26日，張我華遭日軍空袭身亡，享年53岁。